# Plutoni de Hieràpolis

El plutoni de Hieràpolis (grec antic: Πλουτώνειον, Ploutōneion, lit 'Lloc de Plutó'; llatí: Plutonium), o Porta de Plutó, era un plutoni (un santuari dedicat al déu Plutó) de l'antiga ciutat de Hieràpolis de Frígia, prop de Pamukkale, en l'actual província turca de Denizli. El jaciment fou descobert el 1965 per arqueòlegs italians, que van publicar informes sobre les excavacions al llarg de la dècada. El 2013, l'exploraren de nou arqueòlegs italians dirigits per Francesco D'Andria, professor de la Universitat de Salent. Com a part d'un projecte de restauració, s'ha tornat al lloc original una rèplica de l'estàtua de marbre d'Hades i Cèrber, doncs se sap que l'estàtua era allí en l'antiguitat.

## Història
Tot i que es desconeix l'edat exacta del santuari, la propera ciutat de Hieràpolis va ser fundada al voltant de l'any 190 ae pel rei de Pèrgam, Eumenes II.
El santuari és sobre una cova que emet gasos tòxics, per aquest motiu s'utilitzava com a passatge ritual a l'inframon. Els sacrificis rituals d'animals hi eren habituals. Els animals eren llançats a la cova i els treien amb cordes. Els arqueòlegs van observar que els gasos emesos per la caverna continuen mantenint les propietats mortals, ja que comprovar que els ocells que passaven, atrets per l'aire calent, s'asfixiaven si respiraven els gasos tòxics.
El plutoni ha estat descrit per escriptors antics com Estrabó, Cassi Dió i Damasci. Es tracta d'una cova en què una persona pot entrar per una entrada barrada, més enllà de la qual hi ha unes escales, i de la qual emergeix diòxid de carboni provocat per l'activitat geològica. Darrere de la cambra ensostrada de 3 metres quadrats hi ha una esquerda fonda en la roca, per la qual passa aigua calenta que flueix alliberant un gas de forta olor. Com el gas era letal, es creia que era enviat per Plutó, déu de l'inframon.
En els primers anys de la ciutat, els sacerdots castrats de Cíbele, anomenats galli, descendien al plutoni, s'arrossegaven pel sòl cercant de bosses d'oxigen, o contenien la respiració. El diòxid de carboni és més pesat que l'aire i tendeix a dipositar-se en buits. Després n'eixien per a demostrar que eren immunes al gas. La gent creia que havia ocorregut un miracle i que els sacerdots tenien poders i protecció divina.
Davant l'entrada hi havia una zona tancada de 2.000 metres quadrats. Estava coberta per una gruixuda capa de gas asfixiant que matava a tot aquell que gosàs entrar-hi. Els sacerdots venien ocells i altres animals als visitants, perquè poguessen provar com n'era de mortal la zona tancada. Els visitants podien (pagant) fer preguntes a l'oracle de Plutó, la qual cosa suposava una considerable font d'ingressos per al temple. L'entrada al plutoni es tancà durant l'època cristiana.(5)

L'historiador antic Estrabó en descrigué la porta així:: 
| « | Qualsevol animal que passe dins troba una mort instantània. Hi he llançat teuladins i de seguida han exhalat el darrer alé i han caigut. | » |

### Destrucció
L'estudi arqueològic suggereix que el santuari funcionà fins al segle iv. Després va ser un lloc de visites esporàdiques durant els següents dos segles. El temple fou destruït en el segle vi per terratrèmols.(5)